# Gericht Wehrda
Das Gericht Wehrda war ein Verwaltungs- und Gerichtsbezirk unter der Oberhoheit des Hochstiftes Fulda.

## Geschichte
Wehrda war ursprünglich fuldischer Besitz. Durch eine Vielzahl von Verpfändungen gingen die Rechte am Gericht auf verschiedene Adelsfamilien über. Im Jahr 1308 verpfändete Abt Heinrich V. Graf von Weilnau das Haus „Werdowe“ an die Ministerialenfamilie von Trümbach, die es im Jahr 1310 als Lehen erhielt. Nach mehrfachen Einlösungen und Neuverpfändungen besaß 1507 Albrecht von Trümbach den größten Teil des Gerichtes und den größten Teil von Wehrda.

„Albrecht von Trümbach bekundet, dass er eine im Folgenden inserierte Urkunde seiner Herren Johann [I. von Henneberg], Abt von Fulda und Hartmann [Burggraf von Kirchberg], Koadjutor von Fulda, erhalten hat. Siegelankündigung. Inserierte Urkunde: Johann [I. von Henneberg], Abt von Fulda und Hartmann [Burggraf von Kirchberg], Koadjutor von Fulda, bekunden, dass den Geschlechtern von Buchenau, von Trümbach und von Hattenbach lange Jahre Burg Wehrda und die Gerichte Neukirchen [Gemeinde Haunetal] (Neuwenkirchenn), Michelsrombach [?] (Romach) und [Unter- und Ober]-Wegfurth (Wegfort) verpfändet gewesen sind. Sie haben zwei Anteile der Pfandschaft, den der Kinder des verstorbenen Gottschalk von Buchenau mit 200 rheinischen Gulden, und den der Ludwig und Damme [?] von Hattenbach mit 150 Gulden wieder eingelöst, worüber sie Quittungen und Verzichtsurkunden besitzen. Sie haben darauf mit Marschall Albrecht von Trümbach einen Vertrag über seinen ursprünglich gemeinsam (samethafft) mit den von Buchenau besessenen Anteil an Burg Wehrda und den dazugehörigen Gerichten, der jetzt ihm allein gehört, geschlossen.“

 Er konnte damals darüber hinaus die Anteile der Familien Buchenau und Hattenbach erwerben. 1565 erkannte Fulda die Reichsunmittelbarkeit des buchonischen Adels an. Da das Gericht Wehrda zu diesem Zeitpunkt überwiegend im Besitz von Trümbachs war, galt das Gericht fortan als ritterschaftliches Gericht im Ritterkanton Rhön-Werra. 1687 ertauschte von der Tann die Hälfte des Gerichts von Fulda. 1711 erhielt Fulda diese Hälfte zurück. Jeweils ein Viertel besaßen von Trümbach und von Heringen. Diese beiden Familien erhielten 1786 jeweils ein weiteres Viertel als fuldisches Lehen. Das Hochstift Fulda verfügte auch über die Zentgerichtsbarkeit über das Gericht. 
Im Reichsdeputationshauptschluss wurde das Gericht 1803 Teil des Fürstentums Nassau-Oranien-Fulda. Organisatorisch wurde es dort als Teil des Fürstentums Fulda geführt und dort Teil der Cent Neukirchen.

## Umfang
1738 wurden Kleinmoor, Rhina, Schletzenrod, Wehrda und Wetzlos als Bestandteile des Gerichts genannt.